# Museo dello sport e dell'olimpismo
Il Museo dello sport e dell'olimpismo è un museo di San Marino inaugurato il 22 maggio 2006 dal presidente del CONS Angelo Vicini alla presenza dei capitani reggenti Gianfranco Terenzi e Loris Francini, il vice presidente del Comitato olimpico internazionale Nikolaou Lambis,  il vice presidente del Comitato olimpico europeo Alexander Kozlovsky, il segretario generale del CONI Raffaele Pagnozzi, il segretario di Stato allo Sport Paride Andreoli e i rappresentanti del CONS guidati dal presidente Vicini con il vice presidente Stefano Valli e il segretario generale Fabrizio Stacchini; era presente l'ex calciatore juventino e della nazionale sammarinese Massimo Bonini che ha donato nello stesso giorno due maglie della Juventus. Il museo è visitabile su prenotazione.

## Collezione
Il museo conserva:
- gigantografia della delegazione sammarinese a Roma 1960 (Domenico Cecchetti, Sante Ciacci, Fernanda Faetanini, Vittorio Mancini, Aroldo Casali, Spartaco Cesaretti, Leo Franciosi, Guglielmo Giusti).
- collezioni di francobolli e monete sportive.
- esposizione dedicata alle prime Olimpiadi a cui ha partecipato San Marino a Roma 1960,con la torcia, le divise e gli atti tra cui l'originale dell'invito ufficiale firmato dell'allora presidente del Comitato organizzatore, Giulio Andreotti.
- originale dell'atto costitutivo del Comitato Olimpico Nazionale Sammarinese del 1959.
- biciclette degli anni '40 del sammarinese Nello Giri, campione francese di ciclismo su pista.
- il fucile Browning con il quale il tiratore sammarinese Ettore Stacchini ha raggiunto il record mondiale di resistenza, con 15.000 cartucce sparate nel tiro al piattello.
- gli aeromodelli d'epoca consegnati al museo dal presidente della Federazione Aeronautica Sammarinese Gianfranco Terenzi.
- le "scaranine", antesignane della slitta degli anni '40 usate durante l'inverno a San Marino.
- tuta da gara di Manuel Poggiali, campione mondiale classe 125 del 2001.
- Aprilia RSV 250 del 2005 di Alex De Angelis usata nel Motomondiale 2005.
- bob a due utilizzato alle Olimpiadi di Lillehammer 1994 da Dino Crescentini, Mike Crocenzi e Jean Pierre Renzi, fondatori della nazionale di bob di San Marino.
- maglie di Massimo Bonini, ex giocatore della Juventus, compresa quella celebrativa dei cento anni della squadra.
- maglia del Bologna di Marco Macina.
- Albo d'oro dei medagliati e gadget dei Giochi dei Piccoli Stati d'Europa, dall'anno di costituzione nel 1985 a oggi.
- Albo d'oro dei medagliati e gadget dei Giochi del Mediterraneo, dal 1987 a oggi.
- immagine della prima squadra di calcio di San Marino, fondata nel 1928, la US Titania, che ha dato origine alla Società Polisportiva Tre Penne.